# 京成百貨店
京成百貨店（けいせいひゃっかてん）は、茨城県内において株式会社水戸京成百貨店（みとけいせいひゃっかてん、英: MITO KEISEI DEPARTMENT STORE Co.,Ltd）が展開している日本の百貨店ブランド。茨城県水戸市に本店を置く。京成電鉄茨城ホールディングスの連結子会社であり、京成グループに属する。京成カード加盟店。

## 概要
最盛期は上野（東京都台東区）、大森（東京都大田区）、市川（千葉県市川市八幡） 、土浦（茨城県土浦市）、水戸（茨城県水戸市）の1都2県に5店舗を有していた。
親会社の京成電鉄の経営悪化などにより徐々に店舗を売却または閉鎖し、現在は茨城県内の3店舗のみ営業している。その内訳は、水戸のデパート業態1店舗及びつくば（つくば市吾妻）、日立（日立市東滑川町）のサテライトショップ2店舗である。規模縮小により電鉄系百貨店では唯一、親会社の沿線（東京都から千葉県）で店舗展開を行っていない。
水戸の店舗は、株式会社水戸京成百貨店が経営している。その他の店舗については後述を参照（ただし、経営会社について不明な点あり）。
京成グループ等の企業向け業務用資材の販売や外商も行っている。その営業拠点である「東京外商課」は、千葉県船橋市に所在する。

### 包装紙
同店の包装紙は、千葉県市川市に長年在住していた画家の東山魁夷（元社長の川﨑千春の義息子）が「上野の森」（上野恩賜公園）をイメージしてデザインしたものである。

## 営業中の店舗

### 京成百貨店
水戸駅から約1.5km離れた市街・上市中心部に位置している。かつてのライバル店であった旧ボンベルタ伊勢甚水戸店（ボンベルタ百貨店）跡地（泉町1丁目南地区再開発事業）に建設された新店舗に、2006年（平成18年）3月17日に移転した。新店舗は、地上10階地下2階で、店舗面積は34,000m2（旧店舗:15,000m2）に拡大した。移転と同時に、商圏拡大を意図して、店舗名を「水戸京成百貨店」（水戸京成）から「京成百貨店」に変更した。
つくば市に存在した西武筑波店（つくばクレオスクエア内）が2017年2月に閉店して以来、県内で唯一の百貨店である。
京成グループの京成ホテル、京成ストア（リブレ京成）と共通商品券の取り扱いも行っている。県内唯一の百貨店ということもあり、商圏は水戸市などの県央と県北（ひたちなか市など）、県南（石岡市）、鹿行（鉾田市など）地域の各一部にわたる。水戸市南部、東茨城郡茨城町などは、京成グループである関東鉄道の路線バス営業地域であり、当店への交通手段でもある。
水戸市民会館が2023年（令和5年）に旧店舗跡地に移転するのに伴い、2022年（令和4年）3月31日に当店と水戸市民会館、水戸芸術館の3施設で構成されるエリアに「MitoriO（ミトリオ）」の愛称がつけられた。

#### 交通アクセス
- 路線バス「泉町一丁目」停留所下車（茨城交通、関東鉄道）。水戸駅北口からは大工町方面行き各系統（頻発運転）が経由する。
- 那珂市デマンド交通「ひまわりタクシー」では、水戸京成百貨店で乗降することが可能[6]。

### 京成百貨店つくばサテライトショップ　KEiSEI & owl

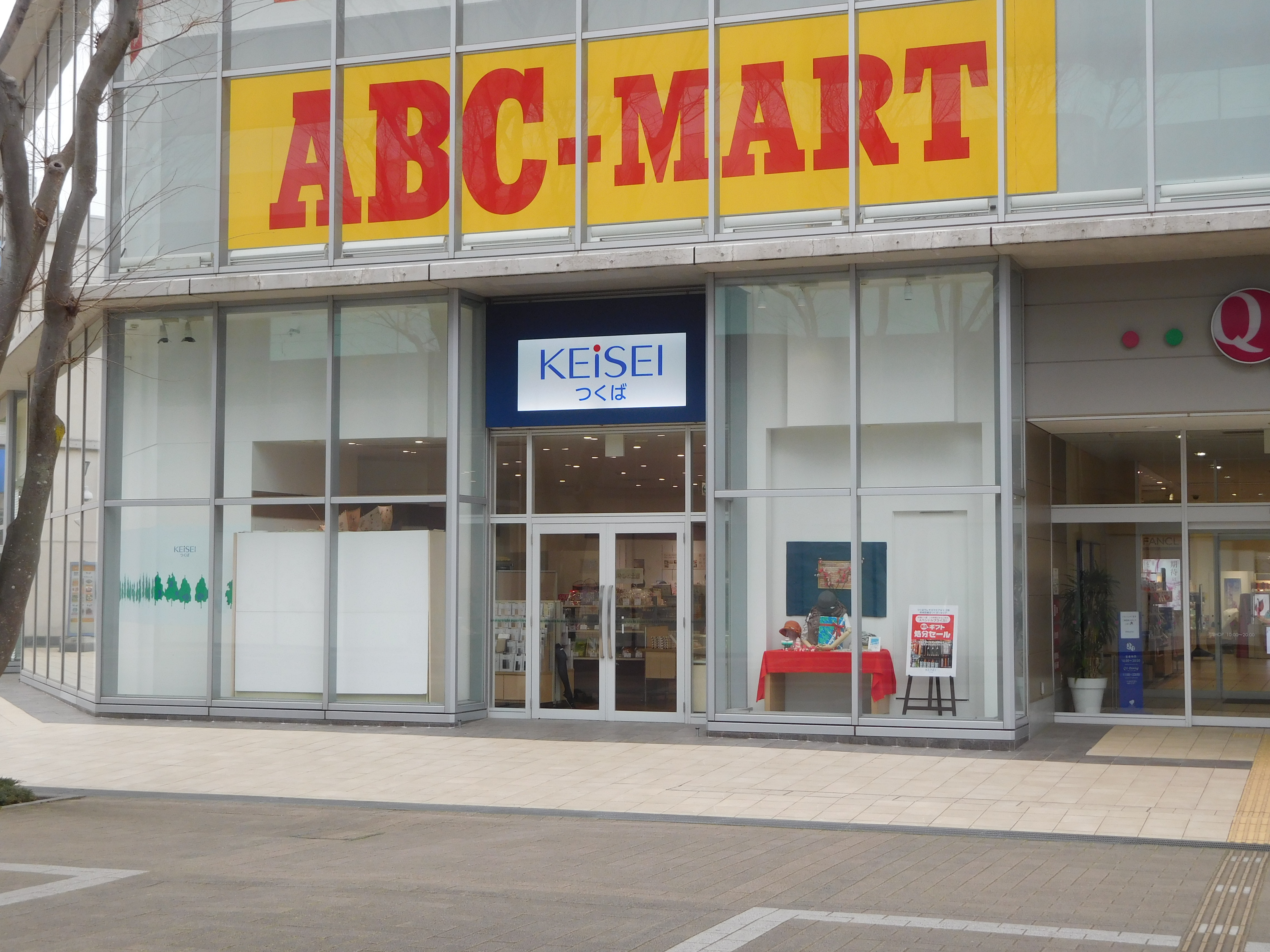
つくばショップ

つくば駅前・つくばセンターバスターミナル前のショッピングモール「つくばクレオスクエア（現：トナリエつくばスクエア） Q't」の2階に「京成百貨店つくばショップ」として2018年4月25日オープン。売り場の広さがおよそ160平方メートルで服飾品や食料品などが販売されている。
開店前、2017年に西武筑波店が撤退したことから県南エリア（つくば市、土浦市など）に配慮し、同年の中元・歳暮商戦の時期にギフトセンターを、つくばクレオスクエア内に開設していた（2017年中元時期は西武撤退後のフロアに、歳暮時期は「Q't」内に開設）。これが概ね好評だったことから、常設のつくばショップが開店することになった。
商圏の公共交通機関（一部を除く）は、水戸以上に京成電鉄出資事業者が幅をきかせており、「京成」のブランディングはともかくとしてグループ内相乗効果を活かしている。モール自体の商圏はつくば市、土浦市などで水戸や日立と比べやや狭いが、観光客や出張客の利用も想定されている。
2022年2月17日にリニューアルオープン、店名に「KEiSEI & owl」を加えた。「owl」は、つくば市の市の鳥であるフクロウに由来する。

### 京成百貨店日立サテライトショップ KEiSEI & sole
日立市東滑川町のショッピングセンター「SEA MARK SQUARE」の1階に2020年3月19日オープンした
史上唯一のロードサイド型テナントである。茨城交通シーマークスクエアバス停留所下車。京成グループの事業としては最北。モール自体の商圏は日立市など県北地域北東部一帯。

## 沿革
（残存店舗である水戸の店舗についてのみ記述）
- 1908年（明治41年）5月 - 志満津（しまづ）呉服店として茨城県常陸太田市に創業。
- 1946年（昭和21年）10月 - 水戸市に水戸店を開店。
- 1949年（昭和24年）7月 - 志満津百貨店に改称し、太田店と水戸店で営業開始。
- 1971年（昭和46年）5月19日 - 京成電鉄と資本提携、本店を水戸に移転して京成志満津に商号変更[11]。
- 1975年（昭和50年）5月 - 水戸京成百貨店に商号変更。
- 1982年（昭和57年）3月24日 - 新会社として、京成電鉄連結子会社の水戸京成百貨店を設立。
- 2006年（平成18年）3月17日 - 新築移転し、店舗名称を京成百貨店に変更[1]。
- 2018年（平成30年）4月25日 - つくばショップを開店。
- 2020年（令和2年）
  - 3月1日 - 閉店時間を19時へ30分繰り上げ[12]。
  - 3月19日 - 日立サテライトショップを開店。
- 2023年（令和5年）1月31日 - コロナ対策の「雇用調整助成金」を巡り、約3億円の助成金を不正受給していた不祥事が発覚。
- 2024年（令和6年）12月27日 - 京成百貨店開業当初から入店していたルイヴィトンが閉店。理由は契約満了のため。
- 2025年（令和7年）
  - 2月 - ルイヴィトンに続きアメリカの老舗アクセサリーブランドティファニーが6月末で閉店するとティファニー日本法人が発表した。
  - 4月1日 - 京成グループの茨城県下における事業再編により、京成電鉄から京成電鉄茨城ホールディングスの傘下に移行[13]。

## かつて存在した店舗

### 市川京成百貨店（千葉県市川市八幡）

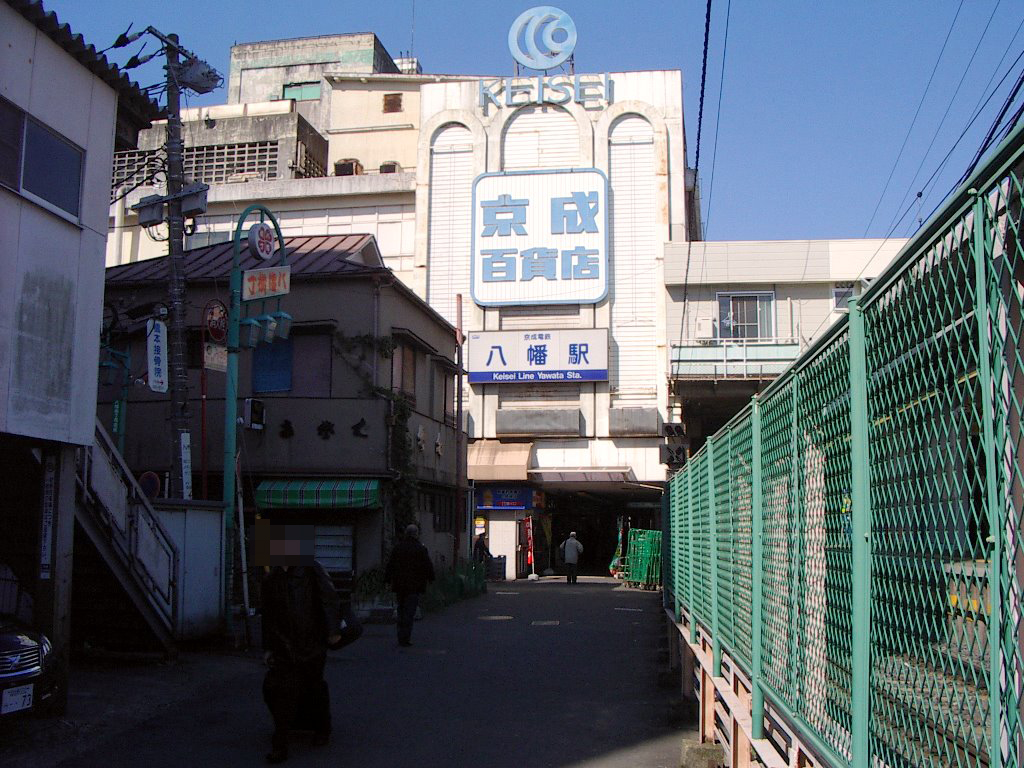
京成百貨店（市川 / 京成八幡駅）、2007年2月

- 1963年（昭和38年）9月、京成百貨店初の店舗として開業。京成八幡駅の駅ビルとして営業していた。
- 1984年（昭和59年）10月から京成ストアが経営を行い、1階にリブレ京成八幡駅前店、2階から4階には多数のテナントが出店し、実質的にテナントビルとなった。
- 京成百貨店の店舗が複数展開されてからは、「市川京成百貨店」と称することもあった。
- 本八幡駅北口再開発事業および建物老朽化に伴い、2007年（平成19年）3月をもってテナント部分（2階から4階）は閉店し、1階部分のリブレ京成だけの営業となる。その1階部分も2010年（平成22年）2月28日をもって閉店した。
- 跡地は再開発によりターミナルシティ本八幡が建設され、完成後の2013年（平成25年）9月に京成電鉄の本社が移転した。

### 土浦京成百貨店（茨城県土浦市）
- 豊島百貨店として始まり、後に霞百貨店に改称[14]。1964年（昭和39年）9月に京成傘下となり、「京成霞百貨店」を経て「土浦京成百貨店」に改称する[15]。1979年（昭和54年）5月に売却[15]。「土浦京成百貨店」の名称のまま営業を継続するが、1989年（平成元年）閉店[16]。建物は解体され駐車場となっている。なお、茨城県を地盤とするカスミ（スーパーマーケット）は、旧・霞百貨店関係者が創業したものである[17]。

### 上野京成百貨店（東京都台東区上野）

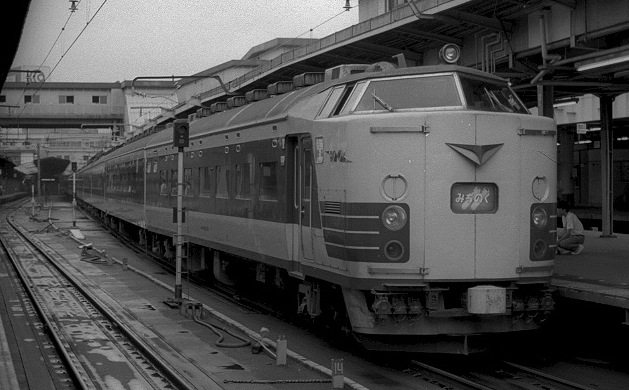
1982年の上野駅。左上に見える看板の建物が上野京成百貨店

- 京成百貨店の核的店舗。上野駅前にあった下谷郵便局が下谷に移転した跡地に開店。1972年（昭和47年）10月10日開業[15]。建物は「京成上野ビル」として、京成電鉄と他社の区分所有である。
- ハイランドグループとして髙島屋と商品提携を行っていた。また、通訳を配置して国際化も図る[18]などの試みも見られたが、1984年（昭和59年）12月に閉店。現在は、京成電鉄が賃貸を行う形で、丸井上野店（マルイシティ上野→上野マルイ）として営業されている。

#### 京成聚楽ビル（旧京成電鉄本社）
- なお上野では、百貨店業態ではないが、第二次世界大戦終結前の東京都下谷区上野で、上野公園駅（現・京成上野駅）の駅ビル「京成聚楽ビル」として店舗を構えていた。開業時は全階が飲食店で「食堂デパート」を名乗っていた。建物自体はその後、京成電鉄本社、上野京成ホテルと変遷を遂げ、専門店や飲食店が入居するビルとなっていた。2005年から2006年にかけて解体され、跡地にはヨドバシカメラマルチメディア上野が建っている。

### 大森京成百貨店（東京都大田区山王）
- 大森駅西側の池上通り沿いに立地。1973年（昭和48年）11月に開業。1979年（昭和54年）にイトーヨーカドーに営業権を譲渡[19]。暫く「オーモリ京成」の名称で営業した後、総合スーパーマーケットのイトーヨーカドー大森店（初代）に業態転換したが、移転に伴い2000年（平成12年）3月に閉店。これにより建物はテナントビルに転換し、オオゼキ、ザ・ダイソー、ゴールドジム、しまむら、マタハリー等の店舗が出店している。

### 京成志満津 → 水戸京成百貨店（初代店舗）
- 国道50号線を隔てて新店舗の向かい側にあたる、水戸市泉町1丁目7-5にあった。
- 店舗跡は伊勢甚本社が所有し[20]、2008年（平成20年）1月25日に「水戸ショッピングストリート キミット」が開店[21]。かつてライバルであった伊勢甚が運営。食料品店など8店が入居する形でオープン。2011年の東日本大震災発生により建物の耐震強度の問題等があり2012年以降は事実上の閉店。その後、数年間空きビルだったが2019年6月（令和元年）に旧京成百貨店を含めた周辺建屋を含めて解体された。跡地には、2023年（令和5年）7月2日に水戸市民会館がオープンした[22]。
- 2010年開催の「コみケッとスペシャル5 in 水戸」では会場に使用された。

## 不祥事

### 高級おせちの食材偽装表示
水戸京成百貨店は2013年11月7日、「車海老のテリーヌ」の材料に、車海老ではなくブラックタイガーを使ったおせちを2011年と2012年末に販売したと発表した。商品名は「フォション 洋風（フレンチ）二段」で、価格は3万9,900円。髙島屋などで虚偽表示が判明したフランスの有名店「フォション」のブランドで、2011年に9個、2012年に11個を販売した。
購入者には代金の一部を返金する方針とし、担当者は「材料とメニューに違いがあったことを重く受け止めており、再発防止に努めたい」と話した。

### 雇用調整助成金の不正受給
水戸京成百貨店は2023年1月31日、新型コロナの影響を受けた事業主に対する雇用調整助成金およそ3億円を不正に受給していたと発表。同日、代表取締役社長の芹澤弘之が記者会見を開き謝罪した。
同百貨店の発表によると、2020年4月から2022年10月にかけての約2年半にわたり、実際には出勤していた従業員の勤務記録を「休暇」と改竄し、約3億円の雇用調整助成金を不正受給していた。同百貨店を退職した元従業員が茨城労働局に通報し、2022年11月に茨城労働局の調査が入ったことをきっかけに発覚した。
同百貨店は「黒字を確保しないと雇用を守れないという過度な意識があった」と説明。不正に受給した雇用調整助成金約3億円にペナルティーを加えた13億円余りを返金し、社長を含む役員3人が引責辞任した。
不正申請は取締役総務部長が指示したとされる。2022年11月に労働局の査察を受けた同百貨店は当初、社内調査を総務部に命じたが、不正受給の当事者だった総務部が事実を隠蔽。しかし、2022年12月になって取締役総務部長が出勤した従業員らの勤務実績を休暇とするデータ改竄をしていたと認めた。
総務部長は調査に対し、改竄は2021年5月に退任した元社長の指示だったと主張したが、元社長は否定したという。社内不祥事などに関する内部通報制度も存在したが、総務部が窓口のため機能しなかった。
2024年1月18日、茨城県警は詐欺容疑で元社長を逮捕した。県警は、百貨店本店事務所などから押収した資料や関係者の聴取から、総務部長ではなく元社長が指示したと判断した。2月7日、水戸地検は元社長を詐欺罪で起訴し、前総務部長を在宅起訴した。同日、茨城県警は別の時期の雇用調整助成金についてもだまし取っていたとして元社長を再逮捕した。2月28日、水戸地検は元社長と前総務部長を詐欺罪で追起訴した。立件総額は計約2億6800万円になった。
3月11日、水戸労働基準監督署は、賃金台帳に虚偽を記入したとして法人としての水戸京成百貨店と前総務部長を労働基準法違反の疑いで書類送検した。送検容疑は2022年9月から10月、正社員3人の賃金台帳に実際より2日から4日少ない出勤日数を記入したとしている。
3月21日、茨城県警は元社長と元総務部長ら計6人を詐欺容疑で書類送検したと発表した。裏付けた詐取額は2年4か月間分で計約10億7100万円に上り、県警は捜査を終結した。 2人の他に送検されたのは、同百貨店の従業員で、勤務実態の改竄を行うなどした28歳から52歳の男女4人。29日、水戸地検は元社長と元総務部長を詐欺罪で追起訴した。詐欺容器で書類送検された社員4人と、労働基準法違反容疑で書類送検された法人としての百貨店と元総務部長については、いずれも起訴猶予処分とした。
10月15日、水戸地裁は元総務部長に詐欺罪で懲役3年の実刑判決を言い渡した。22日、元総務部長は判決を不服として控訴した。